# Herrerazaury (rodzina)
Herrerazaury (Herrerasauridae) – rodzina mięsożernych dinozaurów z rzędu dinozaurów gadziomiednicznych (Saurischia).

## Wielkość
- Długość: około 2–6 metrów;
- Wysokość: około 0,8–1,1 metrów;
- Masa: około 30–350 kg.

## Występowanie
- Czas: późny trias;
- Miejsce: Ameryka Północna (USA), Ameryka Południowa (Argentyna).

## Opis
Herrerazaury to średniej wielkości teropody. Dzięki długim kończynom tylnym szybko biegały. Ogon służył im jako przeciwwaga, która zapobiegała przewróceniu się w czasie np. pościgu za zdobyczą.

## Pożywienie
Jak wszystkie teropody były mięsożerne.
Herrerazaury żywiły się zapewne małymi dinozaurami roślinożernymi takimi jak pizanozaur czy technozaur. W zdobyciu pokarmu pomagały im długie nogi, dzięki którym szybko biegały, i ostre zęby.

## Rodzaje
Do rodziny należą następujące rodzaje:
- Caseosaurus Hunt, Lucas, Heckert, Sullivan & Lockley, 1998
- Gnathovorax Pacheco, Müller, Langer, Pretto, Kerber & Dias-da-Silva, 2019
- Herrerasaurus Reig, 1963
- Sanjuansaurus Alcober & Martínez, 2010
- Staurikosaurus Colbert, 1970